# متابو
متابو (انگلیسی: Metabo) شرکت تولید صنعتی آلمانی است، که در سال ۱۹۲۴ تأسیس شد.